# 노루홀딩스
주식회사 노루홀딩스는 대한민국의 지주회사이다.